# Куртоглу Мусліхіддин-реїс
Куртоглу Мусліхіддин-реїс (тур. Kurdoglu Muslihiddin Reis, 1487 — близько 1535) — берберський корсар і адмірал Османської імперії, а також санджак-бей османської провінції Родос. Мусліхіддин-реїс відігравав важливу роль під час османських завоювань Єгипту (1517) і Родоса (1522), під час яких він командував османським військовим флотом. Він також відіграв важливу роль при заснуванні Османського флоту Індійського океану з базою в Суеці, яким пізніше керував його син Куртоглу Хизир-реїс.
В Європі, зокрема в Італії, Франції та Іспанії Куртоглу був знаний як Куртоголі. У різних європейських джерелах він також згадується як Кадеголі, Кадолі, Гадолі, Куртог Алі, Курдоглі, Курдоґолі, Курдоглу, Картуглі, Карталлі та Ортогут.
Куртоглу Мусліхіддин-реїс був батьком Куртоглу Хізир-реїса, головнокомандувача Османського флоту Індійського океану, який командував османською морською експедицією в Ачех на Суматру в Індонезії (1568—1569), щоб захистити її від португальської агресії. Ця подія знаменувала собою найсхіднішу османську територіальну експансію. Ачех фактично залишався протекторатом Османської імперії до кінця XVIII століття і союзником Османської імперії до 1904 року, коли він перейшов під контроль Нідерландів.

## Походження
Ім'я Куртоглу (від тур. Kurtoğlu — Син Вовка), дісталась Мусліхіддіну від імені батька Курт-бея, османського моряка з Анатолії, який вирушив на берберське узбережжя Північно-Західної Африки займатись каперством разом з іншими відомими османськими корсарами того періоду, такими як брати Барбаросса — Арудж і Хайреддін.
Хайреддін Барбаросса став близьким другом Куртоглу Мусліхіддина, який назвав на честь Барбаросси свого сина. Арудж, Хайреддін Барбаросса, Кемаль-реїс, Пірі-реїс і Куртоглу Мусліхіддин-реїс багато разів діяли разом у Середземному морі. 1522 року Хайреддін Барбаросса відправив свій приватний флот на допомогу військам Куртоглу Мусліхіддина-реїса під час османського завоювання Родосу, який був базою лицарів Святого Іоанна.

## Початок кар'єри корсара
У 1508 році Куртоглу Мусліхіддин отримав від хафсідського султана Тунісу Абу Абдаллаха Мухаммада V дозвіл використовувати Бізерту як свою базу для діяльності в західному Середземномор'ї. Натомість султан мав отримувати п'яту частину від здобичі, захопленої корсарами. Куртоглу зібрав флот із близько тридцяти кораблів і 6000 корсарів, і влітку 1508 року напав на Лігурію, де висадив свої війська в Діано-Маріна і розграбував місто. Наступного року він отримав від османського султана Баязида II заклик взяти участь у облозі Родосу, і в лютому 1509 року взяв участь в османській експедиції на Родос проти лицарів Святого Іоанна, командуючи 17 кораблями, які перевозили на острів яничарів. Однак облога не увінчалася успіхом і врешті-решт була знята. У серпні 1509 року біля гирла річки Тибр в центральній Італії він вступив у бій з двома папськими галерами під командуванням Бальдассара ді Біасса і захопив одну з них. У вересні 1510 року з ескадрою з дев'яти фуст він висадився на острові Андрос, який тоді перебував під контролем Венеції, і взяв десятки полонених, які пізніше були викуплені. Пізніше у вересні, з ескадрою з шести фуст, він висадився на контрольованому генуезцями острові Хіос і змусив губернатора заплатити 100 000 аспрі (срібних монет) в обмін на звільнення острова.
Між 1510 і 1514 Куртоглу полював у Тірренському морі та біля узбережжя Іспанії, майже зупинивши морський рух у районах між Сицилією, Сардинією, Калабрією та Неаполітанським королівством. Влітку 1514 року, маючи одну галеру і три фусти, він захопив генуезьку флотилію поблизу Корсики, разом із її капітаном Маттео Трукко.
У лютому 1515 року Куртоглу напав на Родос,а в липні він висадився на Хіосі, звідки відплив, щоб здійснити набіг на узбережжя Сицилії. Пізніше того ж року він з'явився біля берегів Лігурії, де захопив генуезьку галеру і відтранспортував її разом з екіпажем на свою базу в Бізерті.
У лютому 1516 року він з'явився біля острова Корфу, де отримав повідомлення від османського султана Селіма I, який в цей момент перебував в Едірне (Адріанополі), і запросив Куртоглу на службу в османському флоті. Куртоглу прийняв пропозицію султана і згодом відіграв ключову роль у османських завоюваннях Єгипту в 1517 році та Родосу в 1522 році.
У квітні 1516 року на чолі флотилії з 20 кораблів він напав і розграбував прибережні міста Лігурії, в середині квітня захопив флот із 18 сицилійських торгових кораблів, які прямували до Генуї, і відправив їх на свою базу в Бізерті. Звідти він відправився в Тоскану і напав майже на кожне судно поблизу порту Чівітавеккья. Папська держава підготувала флот на чолі з Джованні ді Біасса та Паоло Ветторі, щоб вступити в бій з ним. Пізніше того ж місяця Куртоглу напав на узбережжя Каталонії в Іспанії.
У травні 1516 року разом з Хайреддіном Барбароссою і Пірі-реїсом Куртоглу знову висадився в Лігурії, і генуезці об'єдналися з папськими військами під командуванням Федеріго Фрегосу, архієпископа Салерно, у боротьбі проти нього. До них також приєдналися сили Прежана де Біду, Бернардіно д'Орнезана і Сервіана, які разом становили 6 галер і 3 галеони. Тим часом об'єднаний флот Куртоглу, Хізир-реїса і Пірі-реїса, який налічував загалом 27 кораблів (4 галери і 24 фусти), атакував порт Чивітавекк'я, перш ніж проплисти через протоку Пьомбіно і напасти на острови Джаннутрі і Ельба, де вони взяли в облогу місцеву фортецю.
У червні 1516 року Куртоглу напав на узбережжя Апулії і взяв у полон близько 800 осіб. Звідти він поплив навколо Калабрії до Тірренського моря, де захопив сицилійський корабель, який нещодавно прибув з Англії, і вивантажив його вантаж у порту Генуї, перш ніж повернутися на Сицилію. Потім він повернувся до Джерби, яка слугувала базою

## Адмірал Османського флоту
Перебуваючи на Джербі, Куртоглу отримав «Kapucubaşı» османського султана Селіма I, який запропонував йому стати адміралом османського флоту та приєднатися до османської експедиції проти імперії Мамелюків в Єгипті (1516—1518). Куртоглу прийняв пропозицію і негайно розпочав підготовку, але французько-іспанський напад на Ла-Гулетт і Бізерту в серпні 1516 року відклав його участь. До франко-іспанських військ приєднався папський флот під командуванням Федеріго Фрегосо, архієпископа Салерно, який також мав на собі сили з 1000 солдатів. Їх супроводжували загони Паоло Ветторі, який командував п'ятьма папськими кораблями (трьома галерами і двома бригантинами), загони Джованні та Антоніо ді Біасса, які командували чотирма папськими галерами, загони Андреа Доріа, який командував вісьмома генуезькими галерами, та об'єднані війська Прежена де Біду, Бернардіно д'Орнезана і Сервіана, що становило шість галер і три галеони. Об'єднаний іспансько-французько-папсько-генуезький флот шукав Куртоглу на величезній території між Ельбою, Капрайєю, Корсикою та Сардинією, перш ніж прибути до узбережжя Тунісу. Звідти об'єднаний флот відправився в бік Бізерти. Французькі та генуезькі кораблі сховалися вночі за островом Галітта, а вранці атакували порт Бізерта. Кілька кораблів Куртоглу, які стояли на якорі в гавані, були знищені, але під час боїв Куртоглу зумів захопити шість французьких галер, які він згодом використав під час османського завоювання Єгипту в 1517 році. Генуезькі війська висадилися в порту, але були відбиті османами та тунісцями і змушені були відступити, під час чого втратили дві галери.
Куртоглу нарешті покинув Бізерту і відплив, щоб приєднатися до османського флоту, який прямував до Єгипту. По дорозі він напав на узбережжя Албанії, де захопив венеційський корабель біля входу в Адріатичне море. У вересні 1516 року брав участь у морській кампанії Османської імперії проти мамелюків в Єгипті.
Пізніше у вересні 1516 року він прибув на Хіос з чотирма галіотами і 18 фустами, де наповнив свої кораблі водою та іншими припасами, перш ніж розграбувати порти Криту (Кандія), який був під контролем Венеції. У районі мису Малео на Родосі він натрапив на 2 венеційських кораблі, один з яких втік до о.Кітера (Cerigo), де його екіпажу вдалося висадитись на берег, при цьому залишивши корабель в руках Куртоглу, в той час як інший венеційський корабель був захоплений в морі разом з екіпажем і капітаном Маріно Фальєром, який мав 2000 дукатів золота, але був змушений заплатити ще 3000 за отримання волі. Тим часом Куртоглу захопив ще два венеційські судна — одну каравелу та один галеон. Пізніше він відплив у напрямку Фраскії, Ретімно та Ханьї на Криті, де захопив кілька інших кораблів. Після виходу з Криту він напав на чотири інші контрольовані Венеційцями острови в Егейському морі : Міконос, Скірос, Серіфос і Мілос. Звідти він відплив у Калабрію з 15 кораблями і висадився в Кротоне, де обстріляв міську фортецю. Пізніше він відплив в сторону Апулії з двома галерами, трьома галіотами та шістьма фустами і чотирьох інших кораблів, і напав на Саленто, після чого пограбував Суперсано, де він також захопив декілька полонених, але звільнив їх в обмін на 1200 золотих дукатів. Звідти Куртоглу відплив до Адріатичного моря, де дві венеціанські галери почали слідувати за ним з візуальної відстані, щоб стежити за його рухами. Біля мису Санта-Марія в Лефкаді (Леука) інші корсари приєдналися до його флоту, який налічував 22 нових кораблі. Ближче до кінця вересня 1516 року він відплив у бік Отранто і захопив венеційський корабель із Закінтосу (Занте), перш ніж захопити 2 папські фусти. Венеційці відчували страх перед його флотом і, здавалося, були безсилі зупинити його дії в Адріатичному морі. У жовтні 1516 року Куртоглу висадився в Лавініо на чолі флотилії з 18 фуст, де він сподівався захопити Папу Лева X, який був там у цей момент за участь у королівському полюванні; але вартові папства вчасно принесли звістку про вторгнення Куртоглу, і Папа був благополучно доправлений назад до Риму. Тим часом Куртоглу розграбував кожне поселення між Лавініо та Анціо, перш ніж повернутись до своїх кораблів і вирушити до острова Ельба, який він захопив і розграбував. У листопаді 1516 року він висадився на Сардинії, а потім повернувся до Бізерти.

## Командувач османської морської експедиції до Єгипту (1517р.)
У березні 1517 року Куртоглу на чолі власної ескадри з 30 кораблів приєднався поблизу о. Бозджаада (Тенедос) до величезного османського флоту, що прямував до Єгипту. Султан Селім I доручив йому патрулювання єгипетського узбережжя, щоб не допустити втечі з Єгипту Туман-бея II, останнього султана Мамелюків, який остаточно здався 14 квітня 1517 року.

## Створення Османського єгипетського флоту та Османського флоту в Індійському океані
У червні 1517 року Куртоглу увійшов до порту Александрії з величезним османським флотом із 170 кораблів, захопивши по дорозі 2 генуезькі кораблі, які перевозили вантаж на 100 000 дукатів. Ще в цьому ж місяці з кількома легкими суднами він піднявся на південь по річці Ніл аж до Каїра, а потім повернувся до Александрії, де захопив корабель з Рагузької республіки.
У липні 1517 року разом з османським султаном Селімом I, який призначив Куртоглу командувачем османського єгипетського флоту і хотів особисто відвідати нову османську провінцію, яка принесла Османській династії титул халіфа, Куртоглу відплив по річці Ніл з війська з 25 суден, до яких входили великі кораблі, такі як галери, галіоти та фусти. Куртоглу заснував османський флот Червоного моря та Індійського океану з базою в Суеці, який мав протистояти португальському флоту, що базувався в індійському Гоа. У цей період Куртоглу отримував щоденну зарплату в розмірі 80 аспрі (срібних монет). Ближче до кінця місяця він відплив зі своїм флотом з Александрії і попрямував до Дарданелл. У жовтні 1517 року він з'явився на Родосі,а в грудні розграбував контрольований венеційцями острів Наксос, головний острів Наксоського герцогства. Однак Османська імперія перебувала в той час у мирних відносинах з Венеційською республікою, і Пірі-реїс надіслав Куртоглу наказ Селіма I про звільнення венеційських полонених. У січні 1518 року Куртоглу прибув до Константинополя і був перепризначений командувати іншим великим флотом, попри протести венеційського байло в місті.
У березні 1518 Куртоглу захопив венеційський корабель поблизу Мітилени на Лесбосі, а пізніше того ж місяця знову напав на Наксос. У жовтні 1518 року венеційський байло подав ще одну скаргу до Блискучої Порти, стверджуючи, що Куртоглу захопив 3000 венеційців і перевіз їх до анатолійських портів. У грудні 1518 року Куртоглу об'єднав свої сили з флотом Пірі-реїса і патрулював води між островами Імброс і Хіос.

## Командувач османським флотом під час облоги Родоса (1521—1522)
У березні 1519 року Куртоглу повернувся до Константинополя, а у вересні 1519 року Селім I призначив йому командування османським флотом, який готувався захопити Родос, головну штаб-квартиру лицарів-госпітальєрів. Зрештою, після смерті Селіма I в 1520 році, остаточне завоювання здійснив його син Сулейман I Пишний. У травні 1521 року Куртоглу відплив з Константинополя з великим флотом із 30 галер і 50 фуст і попрямував до Родосу для своєї першої спроби підкорити острів. Куртоглу також прагнув особисто помститися лицарям Святого Іоанна, які вбили двох його братів, а ще одного тримали у полоні на острові. Прибувши зі своїм флотом на мис Малео на Родосі, Куртоглу висадив свої війська на острів і спробував захопити Великого магістра лицарів Філіпа Вільє де Л'Іль-Адама, якому вдалося втекти. Пізніше Куртоглу заблокував вхід у протоку Родос і затопив кілька суден у порту, захопивши венеційський корабель з Криту. Усвідомлюючи неможливість завоювання острова з тою кількістю солдат, що були у його розпорядженні, Куртоглу відклав остаточну облогу запросивши додаткового підкріплення.
Тим часом Куртоглу приєднався до військ Кара Махмуда і брав участь в османській морській експедиції до Добруджі та наступній сухопутній експедиції до Валахії в липні 1521 року.
На початку 1522 року Куртоглу повернувся на Родос і спробував захопити корабель Філіпа Вільє де Л'Іль-Адама, Великого Магістра лицарів Святого Іоанна, коли він повертався з Марселя і заходив в порт Родосу. У травні 1522 року з 30 галерами Куртоглу з'явився на мисі Сант-Анджело, а в період з червня по липень він командував остаточною та успішною османською облогою Родоса (1522) разом з Кара Махмудом під верховним командуванням Мустафи Пахси (а пізніше Сулеймана Великого, який особисто взяв на себе загальне керівництво облогою 28 липня 1522 р.). Куртоглу висадив свої війська на острові 26 червня 1522 року, а наприкінці липня з'явився перед містом Родос. Османи зрештою захопили острів до кінця грудня 1522 року.

## Санджак-бей (губернатор провінції) Родосу
Після османського завоювання Родосу наприкінці 1522 року, Сулейман Пишний призначив Куртоглу Мусліхіддін-реїса Санджак-беєм (губернатором провінції) Родосу.
У березні 1524 року Куртоглу зібрав значні війська з Анатолії, об'єднав свій флот на Родосі і відправився в Єгипет, де разом з Аяз-пашею придушив заколот яничар в Александрії,а потім і на узбережжі Лівану. Він повернувся до Єгипту в квітні 1524 року.

## Повернення в Іонічне та Тірренське моря
У серпні 1524 року Куртоглу прибув на Евбею на чолі флотилії з однієї галери, двох галіотів і п'ятнадцяти фуст, а через деякий час знову відплив у напрямку Апулії, висадившись в Отранто і Галіполі, де захопив велике судно разом з сімома іншими меншими судами. З Галліполі Куртоглу переплив через затоку Таранто і досяг Сицилії, де висадив свої війська і напав на кілька портів, а потім відплив на північ у Тірренське море,а потім на південь до узбережжя Берберії на північному заході Африки.

## Повернення до Східного Середземномор'я
У травні 1525 року Куртоглу прибув до берегів Криту (Кандія), де захопив чотири венеційські кораблі. У серпні 1525 року він повернувся в Константинополь зі своєю власною галерою, а інші свої кораблі залишив у Тіносі, де він захопив загалом 27 суден (6 галер, 2 великих кораблі, 1 галеон і 18 фуст). У Константинополі він отримав від Сулеймана Великого 3 великі кораблі та 10 галер і відплив на боротьбу з лицарями Святого Іоанна, які тепер діяли зі своєї нової бази на Сицилії та завдавали шкоди османському судноплавству разом з мальтійськими корсарами, які об'єднувалися з лицарями у таких атаках. У квітні 1527 р. йому доручено іншу місію в боротьбі з християнськими корсарами, яку він виконував з 10 галерами. У липні 1527 року він прибув на мис Малео з силою з 4 галер, 3 фуст і бригантини і захопив 2 венеційські галери, потопивши венеціанський корабель на ім'я Grimana. Він продав захоплений вантаж у Модоні (Метоні), перш ніж відплисти на Родос із захопленими кораблями. Звідти він відплив до Константинополя, прибувши в листопаді 1527 року.

## Заключні операції і смерть
У квітні 1530 року Куртоглу покинув Дарданелли з силою 36 галер і відплив на Родос. У червні 1530 року він з'явився на узбережжі Сицилії з 20 галерами і почав погоню за Формільоном, відомим французьким корсаром того періоду, який нападав на османські судна. Потім він повернувся до Стамбула і покинув місто в березні 1532 року, прибувши на Родос у квітні 1532 року. У серпні 1532 року він вирушив на Закінф (Занте), де мав переговори з Вінченцо Капелло, головнокомандувачем Венеційського флоту, який пізніше командував венеційськими військами в битві при Превезі в 1538 році. У венеційців він купив шовку та одягу на 400 золотих дукатів, перш ніж відправитися в бік Метоні (Модон), під час якого він захопив два венеційські кораблі (галеру на ім'я Зена та інше судно) разом з їхнім вантажем. Венеційський губернатор Занте (Закінф) Маттео Барбаріго попросив Куртоглу повернути Зену, але Куртоглу відмовився. Обидві сторони зіткнулися, і під час сутички Куртоглу пошкодив венеційський галеон під час обстрілів венеційських портів Занте і Кефалонії. У лютому 1533 року повернувся на Родос.
У травні 1533 року, коли Барбаросса послав захоплений ним у венеційців корабель з Александрії до Константинополя, ескадра Венеційської республіки вистежила корабель і почала його обстріл. Куртоглу, почувши здалеку звуки артилерійської канонади, прибув вчасно, щоб врятувати корабель і відігнати венеційські війська, після чого відбуксирував корабель до порту Фініке в Анатолії і врятувавши його дорогоцінний вантаж. У червні 1533 року він з'явився біля Короні (Корон) з 25 кораблями, перш ніж відбуксирувати венеціанський корабель, захоплений османським флотом, на Родос. Ще в червні, на чолі з флотилією з 4 галіотів і 2 бригантин, він захопив біля Самоса дві венеціанські галери, які перевозили озброєння, надіслане для захисту венеціанського замку поблизу Корона від османських нападів. Потім він приплив до Корона і змусив відплисти венеціанського полководця Франческо Нікардо, який мав завдання захищати місцевість від османів. Тим часом він звільнив османський корабель, захоплений лицарями Святого Іоанна, і доставив його на Родос, а потім повернувся в Корон і продовжив блокаду цього району силами з 40 кораблів, що перешкодило прибуттю венеційської підтримки. У серпні 1533 року він повернувся на Родос. У вересні 1533 року він патрулював територію між Мілосом і мисом Малео в пошуках венеційських кораблів і християнських корсарів, які діяли в цьому районі. У жовтні 1533 року він патрулював райони поблизу Родосу, де перебував до своєї смерті приблизно в 1535 році.

## Спадщина
Куртоглу Мусліхіддін Рейс належав до покоління великих османських адміралів XVI століття, таких як Барбаросса, Арудж-реїс, Кемаль-реїс, Пірі-реїс, Тургут-реїс, Мурат-реїс, Піяле-паша та багато інших.
Він відіграв ключову роль у завоюваннях Єгипту (1517) і Родосу (1522). Єгипет де-факто залишався османською провінцією до 1882 року, де-юре до 1914 року. Родос залишався Османським островом до 1912 року.
Куртоглу заснував Османський єгипетський флот, що базувався в Александрії, та Османський флот Індійського океану, що базувався спочатку в Суеці, а пізніше в Адені та Басрі.
Його син Куртоглу Хізир-реїс прославився тим, що командував Османським флотом Індійського океану в його протистоянні з португальським флотом, що базувався в Гоа,, а також очолював в 1568—1669 роках османську морську експедицію в Ачех на Суматрі в сучасній Індонезії. Провінція Ачех на Суматрі оголосила про вірність Османській імперії в 1565 році і фактично стала частиною Османської імперії з приходом османського флоту та розміщенням османських військ у 1569 році. Ця подія знаменувала собою найсхіднішу османську територіальну експансію.